# György Horváth (piłkarz)
György Horváth (ur. 7 marca 1929, zm. 27 grudnia 2010) – węgierski piłkarz, grający na pozycji bramkarza.
Karierę piłkarską rozpoczynał w klubie Lokomotiv Szombathely. W latach 1957–1962 grał w Ferencvárosi TC, gdzie rozegrał 66 meczów.
19 października 1952 roku rozegrał jedno spotkanie w reprezentacji, w wygranym 5:0 meczu z Czechosłowacją.

## Sukcesy
- mistrzostwa Węgier
  - 1: 1962/63
  - 2: 1959/60
  - 3: 1957/58, 1961/62
- Puchar Węgier
  - zwycięzca: 1958
- Puchar Miast Targowych
  - półfinał: 1962/1963